# 茂宸集團
茂宸集團控股有限公司（港交所除牌前：0273），前稱民信金控有限公司（簡稱民信金控），前身是「威利國際控股有限公司」，是一家在香港交易所上市的投資公司。
該股份在1973年1月11日於港交所主板上市。當時於1972年成立「怡南實業有限公司」（首亞（中國）有限公司前身），當時在香港和全球經營紡織業務。後在1989年當時於百慕達成立「怡南控股有限公司」（中田控股有限公司前身），已在2004年結業。
業務在香港和全球從事物業投資、證券投資、貸款及投資控股業務。
現時總部位於香港灣仔港灣道1號會展廣場辦公大樓21樓2101室。
2015年11月25日民信金控以4.15億元向國浩集團（00053.HK）收購國浩資本、國浩資本期貨及國浩資本金業3間公司全部權益及股東貸款。
2017年7月更名為「茂宸集團控股有限公司」。

## 外部連結
- www.masonhk.com （页面存档备份，存于）